# Coquille (fleuve)
Pour les articles homonymes, voir Coquille.
Le fleuve Coquille (Coquille River) est un cours d'eau du sud-ouest de l'Oregon aux États-Unis. 
Son nom lui fut donné par les trappeurs canadiens-français qui chassaient le castor dans cette région occidentale des États-Unis dans la première moitié du XIXe siècle. Ils nommèrent les Amérindiens Mishikhwutmetunne qui vivaient le long de ce fleuve du nom de Coquille en raison de leur nourriture et de leurs parures.

## Géographie
Le Coquille draine une zone montagneuse d'environ 2 750 km2, de la cordillère côtière de l'Oregon jusqu'à l'océan Pacifique. Il est long de 160 km depuis ses sources les plus éloignées, sur la branche sud, jusqu'à son embouchure. Son bassin est situé entre celui de la  Coos River au nord et celui de la Rogue River au sud ; il constitue une zone historiquement importante de production de bois dans le sud-ouest de l'Oregon.
Le fleuve prend sa source en plusieurs branches dans la cordillère côtière. La branche septentrionale (68 km de long) prend sa source au nord du comté de Coos dans l'Oregon et coule en direction du sud-ouest. La branche orientale (48 km de long) prend sa source à l'ouest du comté de Douglas, à approximativement 24 km au sud-ouest de Roseburg, et coule vers l'ouest dans le comté de Coos où elle rejoint la branche septentrionale.
La branche méridionale (103 km de long) prend sa source au sud du comté de Coos, au nord de la zone de Wild Rogue Wilderness, et coule un court moment vers le sud-ouest avant d'obliquer vers le nord. Elle reçoit la branche centrale (64 km de long) puis rejoint la branche septentrionale venant du sud à Myrtle Point. Les eaux combinées coulent en zigzag, approximativement vers l'ouest, passant près de la ville de Coquille. Le fleuve tidal débouche dans le Pacifique à Bandon, à peu près 32 km au nord de Cap Blanco.

## Littérature
Jules Verne situe, dans son roman Les Cinq Cents Millions de la Bégum, France-Ville, une communauté utopique, sur la côte du Pacifique à l'embouchure du fleuve Coquille.

## Source
- (en) Cet article est partiellement ou en totalité issu de l’article de Wikipédia en anglais intitulé « Coquille River » (voir la liste des auteurs).